# 电动公共汽车
是指由电力驱动的公共汽车。

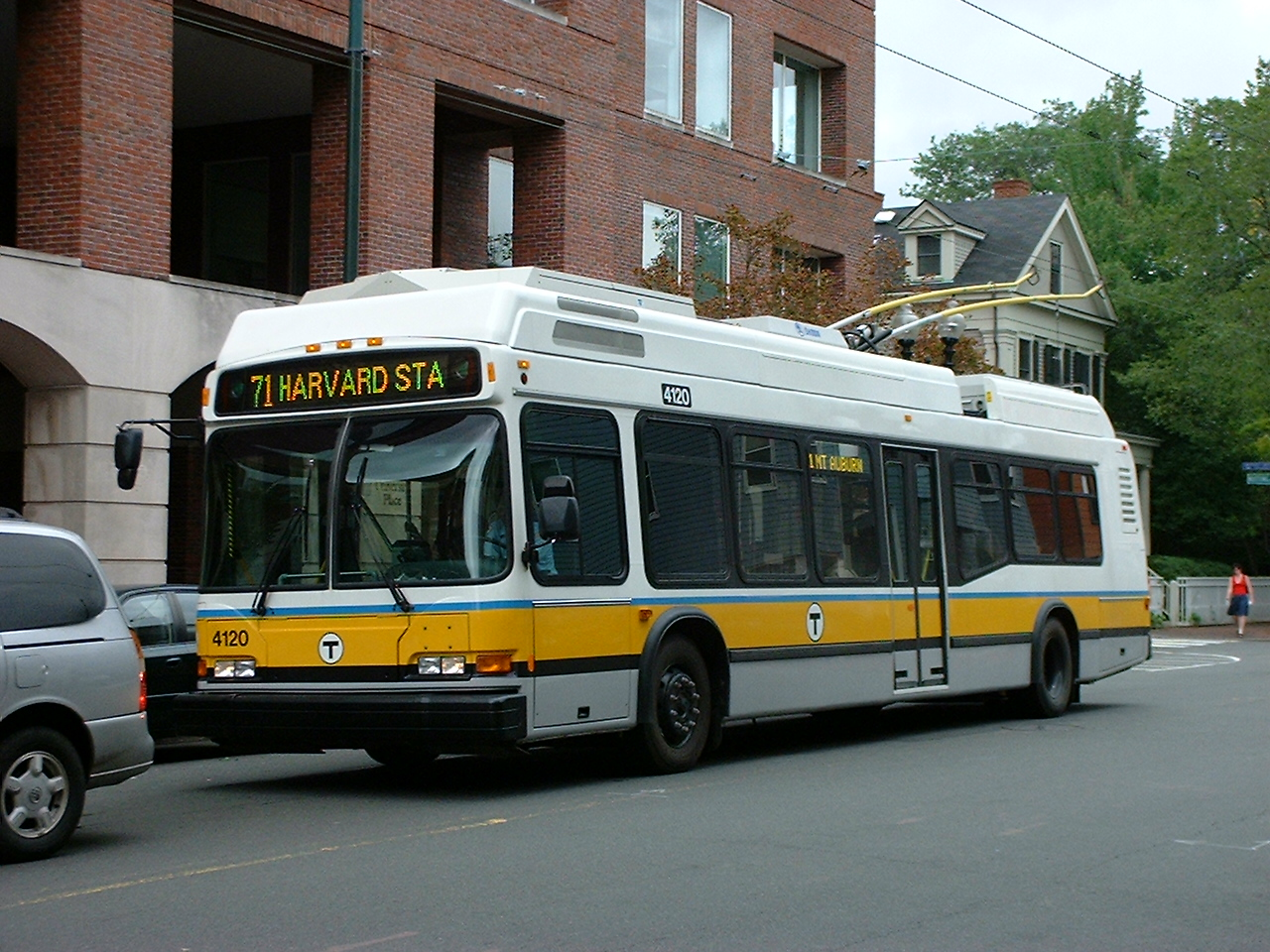
马萨诸塞湾交通局的尼奥普兰无轨电车

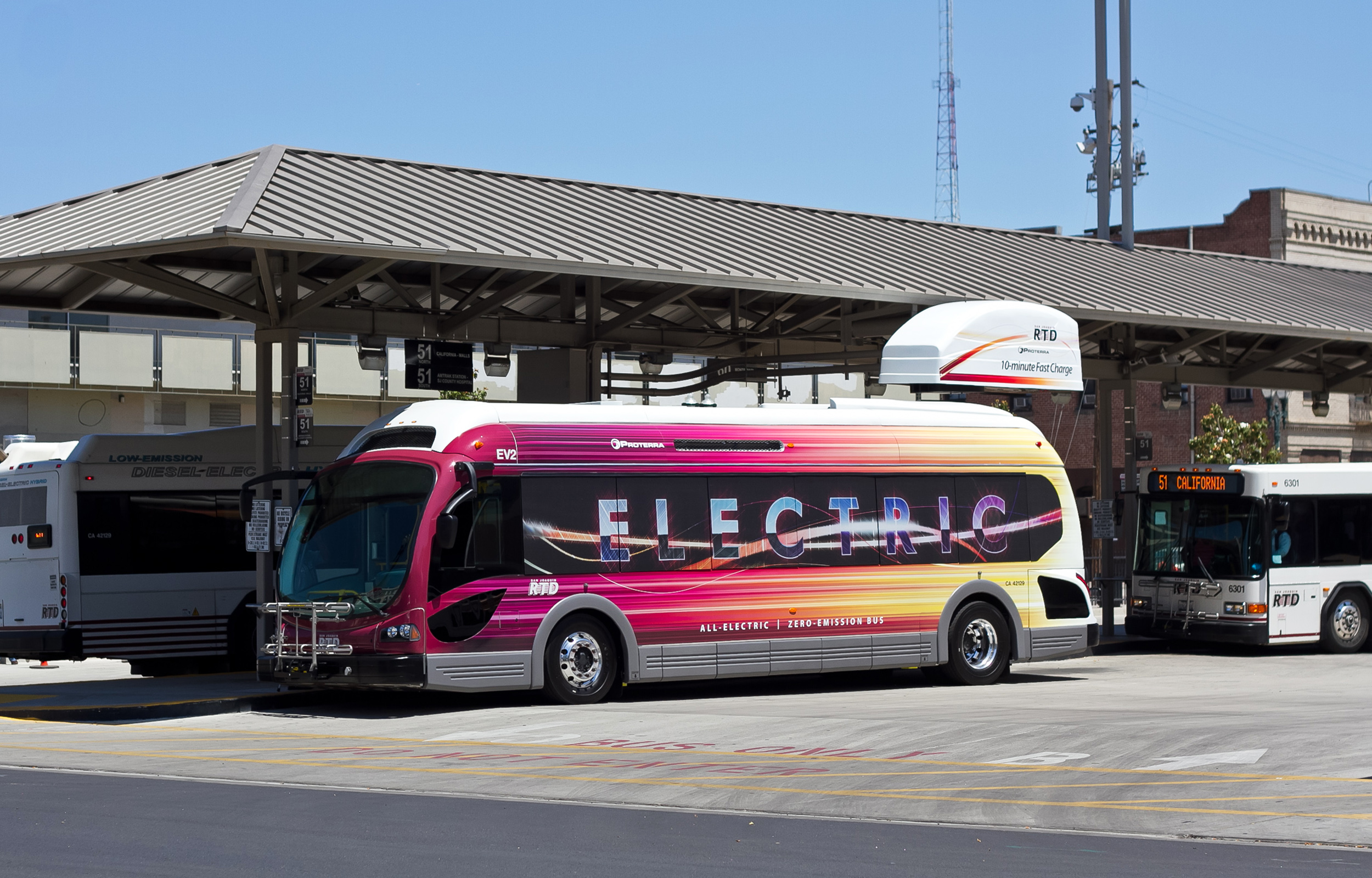
一辆正在充电站充电的ProterraBE35电池电动巴士，圣华金县交通局运营

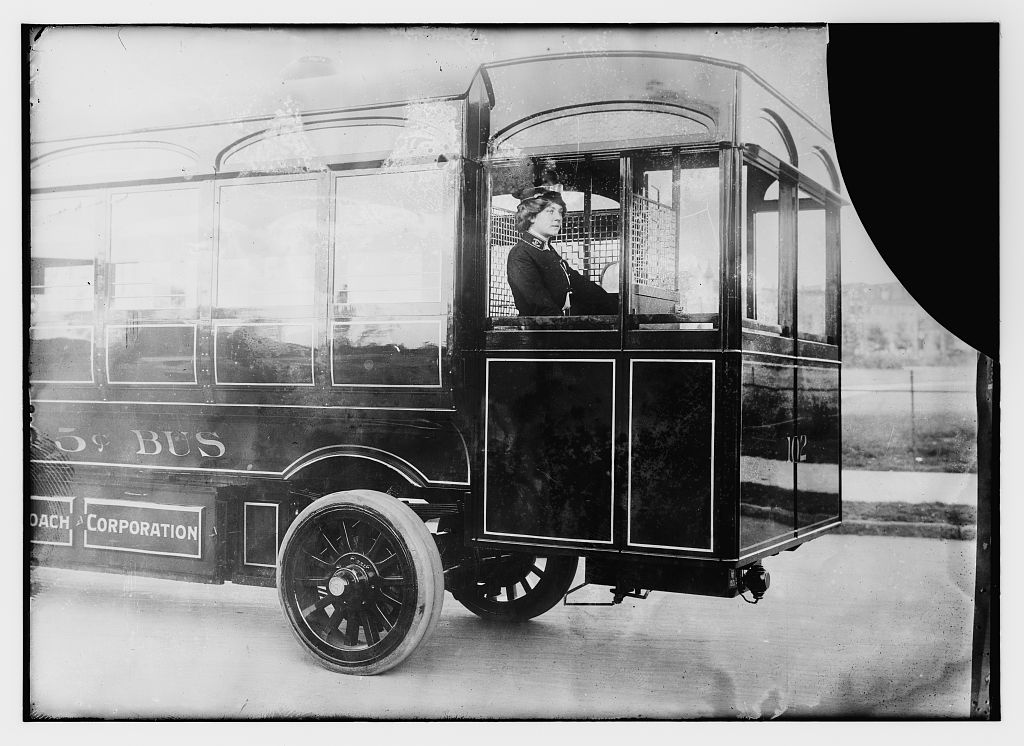
1915年的爱迪生电动巴士

电动公共汽车有两个主要的分类：自给电动巴士和非自给电动巴士。自给电动巴士将能源存储在车辆内部，而非自给电动巴士从车辆外部获得源源不断的电能供应。自给电动巴士主要是电池电动车，其电动机从车载电池中获取能量。也由少数车型采用其他储能方式，例如飞轮车，它采用飞轮储能装置储存能量。非自给电动巴士通过与外界能量供应源的接触而获得能量。例如无轨电车的天线。抑或使用非接触传导的方式，例如线上电动车。
截至2019年，全球99%的純電動公交車部署在中國大陸，超過421,000輛电动公交車，佔中國公交車隊總數的17%。 相比之下美國只有300架电动巴士，歐洲則有2,250 电动巴士。到2021年，歐洲有8,500輛電動公交車，中國電動公交車的份額保持在98%。

## 电池电动巴士

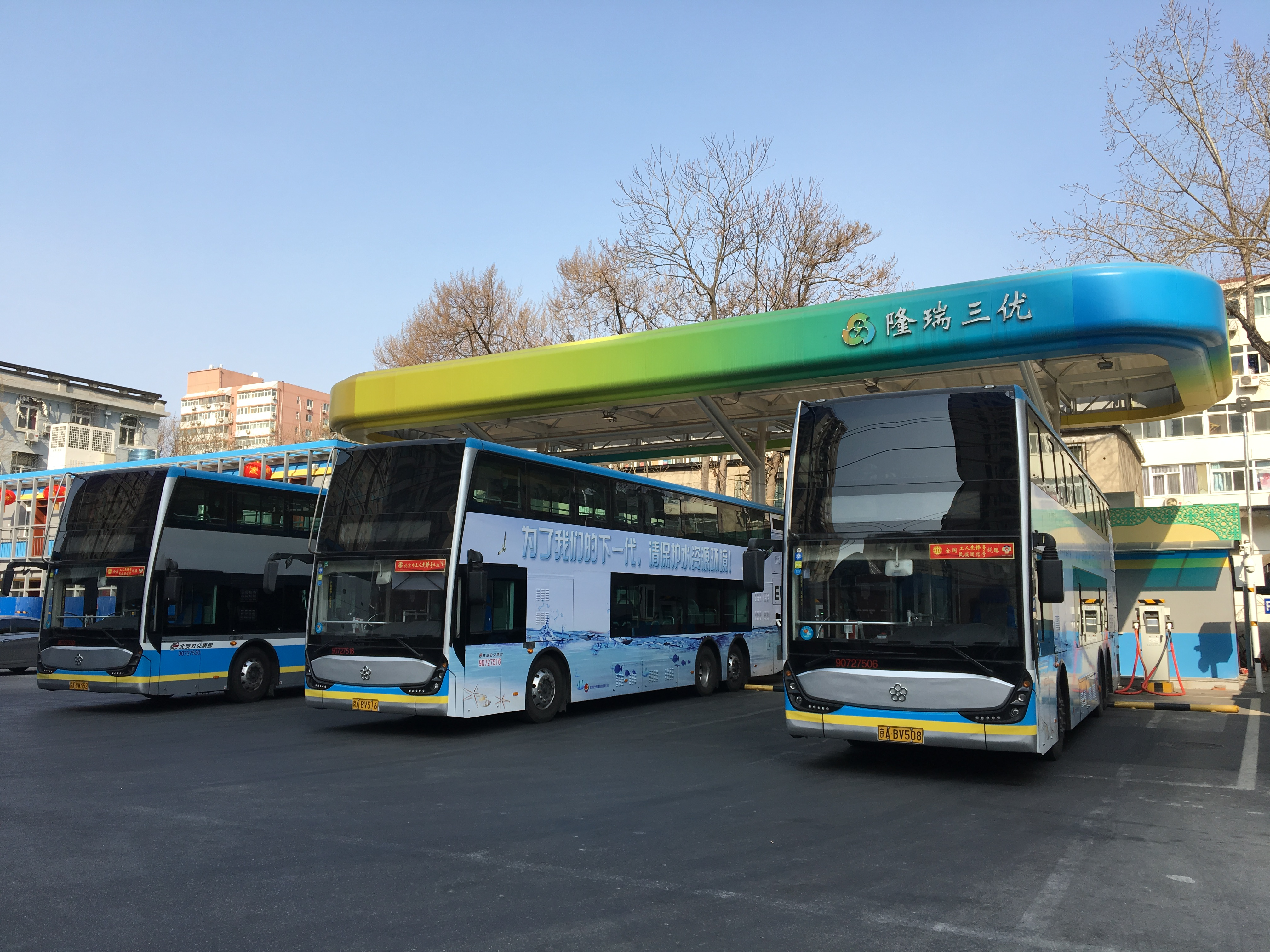
北京南菜园公交总站内的充电站

当今最为常见的一种电动巴士是纯电动巴士。纯电动巴士通过车载电池储存能量。现代纯电动巴士一次充电可以支持超过200公里的行程。这类巴士常用于城市公交，它们比传统的内燃机车辆更加经济。
城市内行驶的主要问题就是加速和制动，这就使得纯电动巴士比传统内燃机巴士更具优势，因为它们在制动过程中可以将大部分的动能回充给电池，这种特性不但减少了制动磨耗，同时也减少了电量的消耗，同时也改善了城市空气质量。

### 自驾驶电动巴士
自驾驶电动巴士是一种电力驱动的自动驾驶车辆，可搭载12名或更多的乘客。自驾驶巴士运行时车内没有司机，而是使用摄影机，传感器和遥控设备来正确地转向。

### 充电
给电动巴士充电不像给内燃机加油那么简单，为了使充电过程得到最优化的利用，同时确保电池的正确养护和安全，必须给予特别的关注，监控和计划。为了克服这些问题，有的运营商购置额外的车辆，这样他们就可以仅在夜间充电。这是一个安全的解决方案，但是并不经济，同时也不够灵活。
更恰当的方案是同时兼顾车辆的日常运营和充电需求，使得全局充电计划尽可能优化。
现今，有很多软件公司能够帮助公共汽车运营商管理他们的充电计划，这些方案保证了巴士持续、安全地运行，不会产生计划外的停摆，亦不会对乘客造成不便。

## 电容器巴士
巴士可以使用电容器替代电池来存储能量。超级电容器存储的能量大约只有等质量锂离子电池的百分之五，这限制了它的里程。然而超级电容器相比传统的电池，能够更加快速地充电和放电。对于在日常行驶中需要频繁地有计划停车的车辆来说，单独基于超级电容器的能量存储方式是一种解决方案。
中国目前正在测试一款被称为Capabus的新型电动巴士，它搭载了大型的双电层电容器，作为储能装置，这使得该车运行不需要连续的高架天线，它可以在任意站点停靠时进行快速充电，并且在终点站进行完整充电。

### 未来发展趋势
Sinautec公司与麻省理工Joel E. Schindall团队目前正在开发一种基于垂直排列碳纳米管的高能量密度电容，这将会使得设备有更大的表面积来存储电能。目前为止，该项技术可以存储的能量已经达到传统电容器的两倍，而最终的目标是实现五倍的存储能力。最终这项技术将产生一种达到传统锂电池四分之一存储能力的电容设备。
未来的其他发展方向包括地下无线充电，这省去了高架充电天线。沿线各站点和红绿灯处都将设有地下无线充电板。

## 锌空气电池巴士
锌空气电池巴士是一款开发中的40英尺纯电动车，使用了一种试商用的电池技术。电力能源公司正在开发这种基于锌空气电池和电容器的巴士。锌空器储能装置，通常被看作是一个电池，将锌转化成锌氧化物，在这个过程中会产生能量驱动车辆。巴士无需进行充电，而是通过更换新的锌来实现能源补充。车辆在测试中的里程表现大约在160公里，并且在拉斯维加斯进行了试用。该技术目前仍处于开发阶段，在正式投入使用前仍有一些问题需要解决，例如停靠站点的原料更换基建设施的建设。

## 校车
2014年，第一款纯电动校车产品模型交付 （页面存档备份，存于）加州圣华金谷一所学校使用。这款A级校车由Trans Tech 公司生产，其使用的电动总成控制系统则是由位于加州福斯特城的公司Motiv Power Systems开发。这款校车是该地区订购的四款车辆之一。该项目是由加州空气资源局管理的AB118空气质量改善计划资助的。

## 交通应用
多个国家和地区的交管部门都使用了电池电动巴士或其它形式的纯电动巴士:

### 亚洲

#### 马来西亚

比亚迪制造的电气巴士

- 双威线
- 吉隆坡
- 布城[9][10]
- 马六甲市[11]
- 雪兰莪[12]
- 亚庇（准备中）[13]
- 哥打峇鲁（准备中）[14]
- 古晋（草拟中）[15]

#### 印度
- 印度首辆电动巴士2014年在班加罗尔起用。[16]
- 2016年10月，阿斯霍克雷兰德推出第一款100%印度制造的电动巴士。该系列车型被命名为Circuit，一次可以搭载35到60人

#### 中国大陆

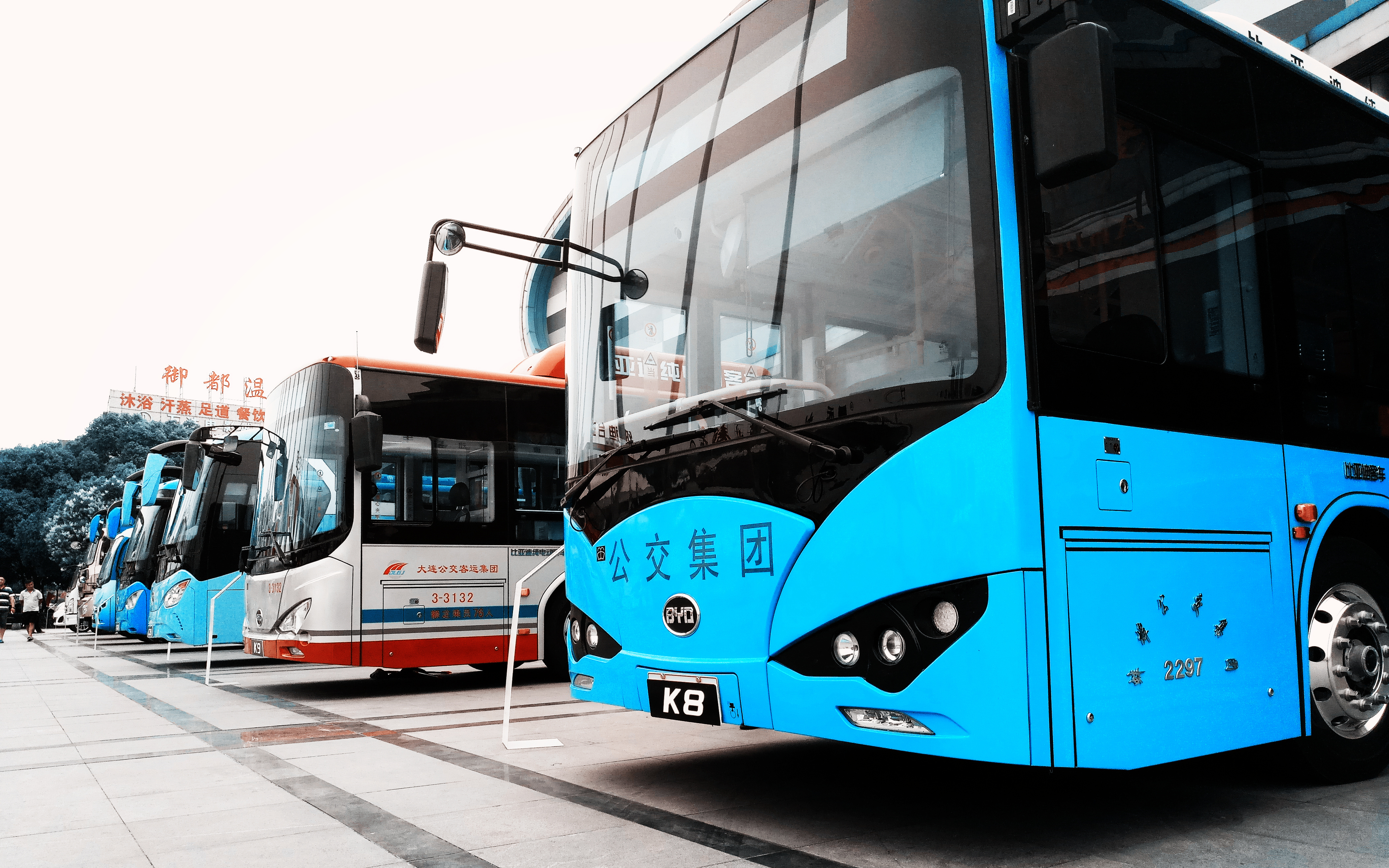
比亚迪 K8A,K9FE,C9,C8,K6,T8SA,T3 中国安徽省蚌埠市

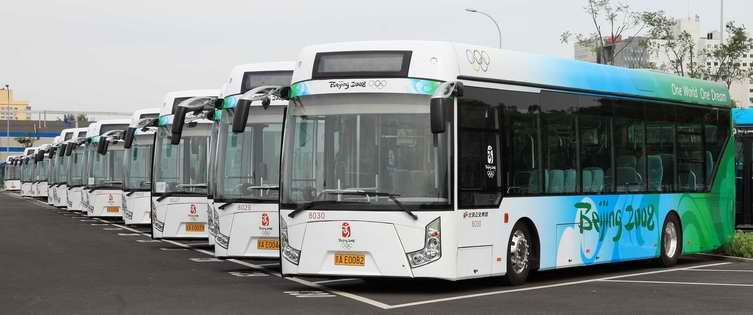
2008年奥运会期间服役的北京电动巴士车队

2016年全年, 中国有156,000辆电动巴士投入使用。
截至2017年, 中国在全球道路上超过385,000辆电动公交车中约占99%。占中国公交车总数的17%。中国的城市每五周能增加9,500个零排放的运输车辆, 这相当于伦敦的整个运营车辆。
- 北京
- 哈尔滨
- 蚌埠[19]
- 长沙 (BYD x 180 vehicles)[20]
- 怀化(TEG)(五洲龙FDG6751EVG)(宇通)[21][22]
- 海口 (BYD)[23]
- 上海
- 韶关 (BYD)[24]
- 深圳 (BYD x 200 vehicles)[25]

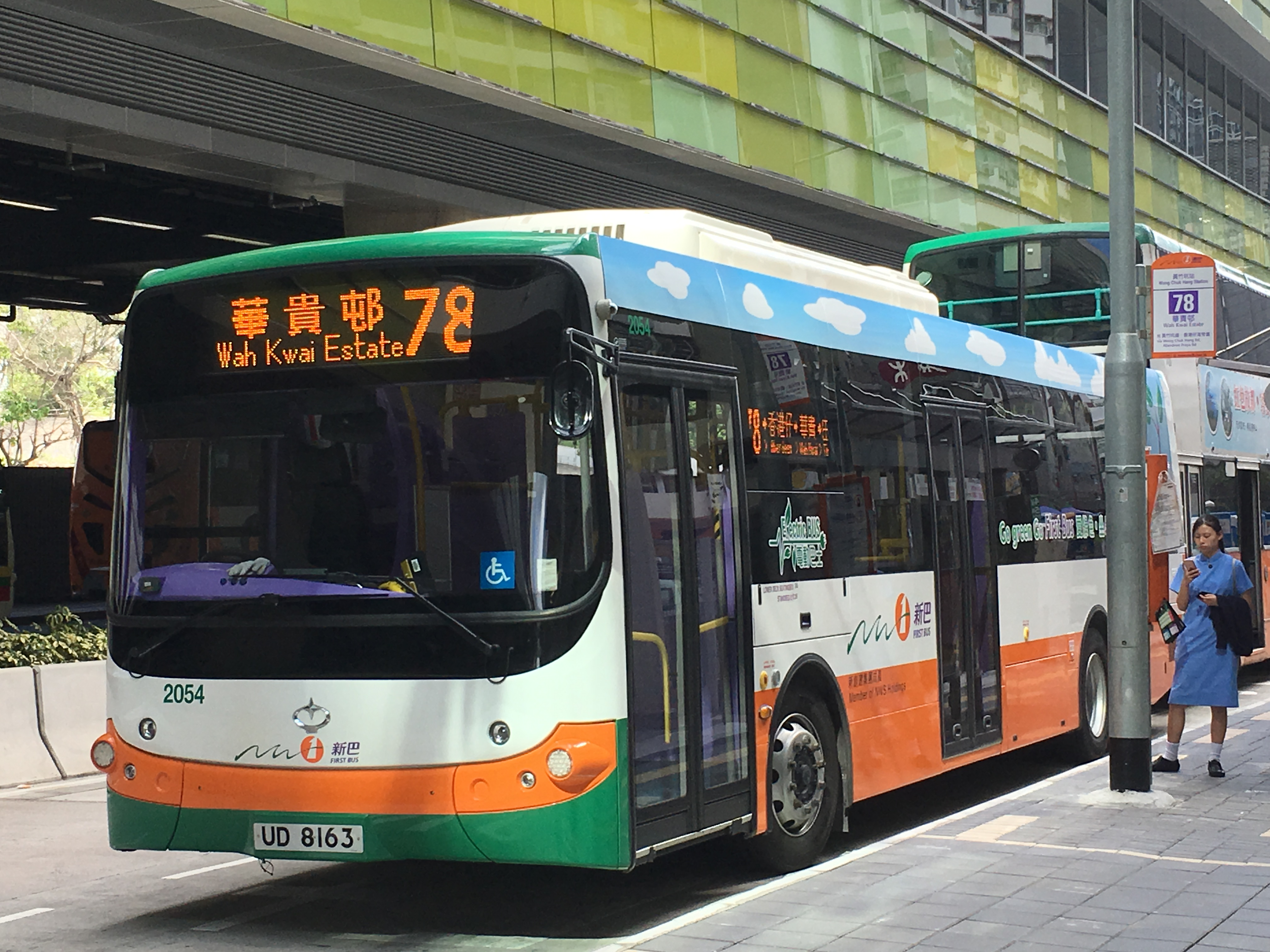
一辆香港电池电动巴士。

- 天津 (BYD)[26]
- 西安 (BYD)[27]
- 盐城.[28]
- 南京

#### 香港

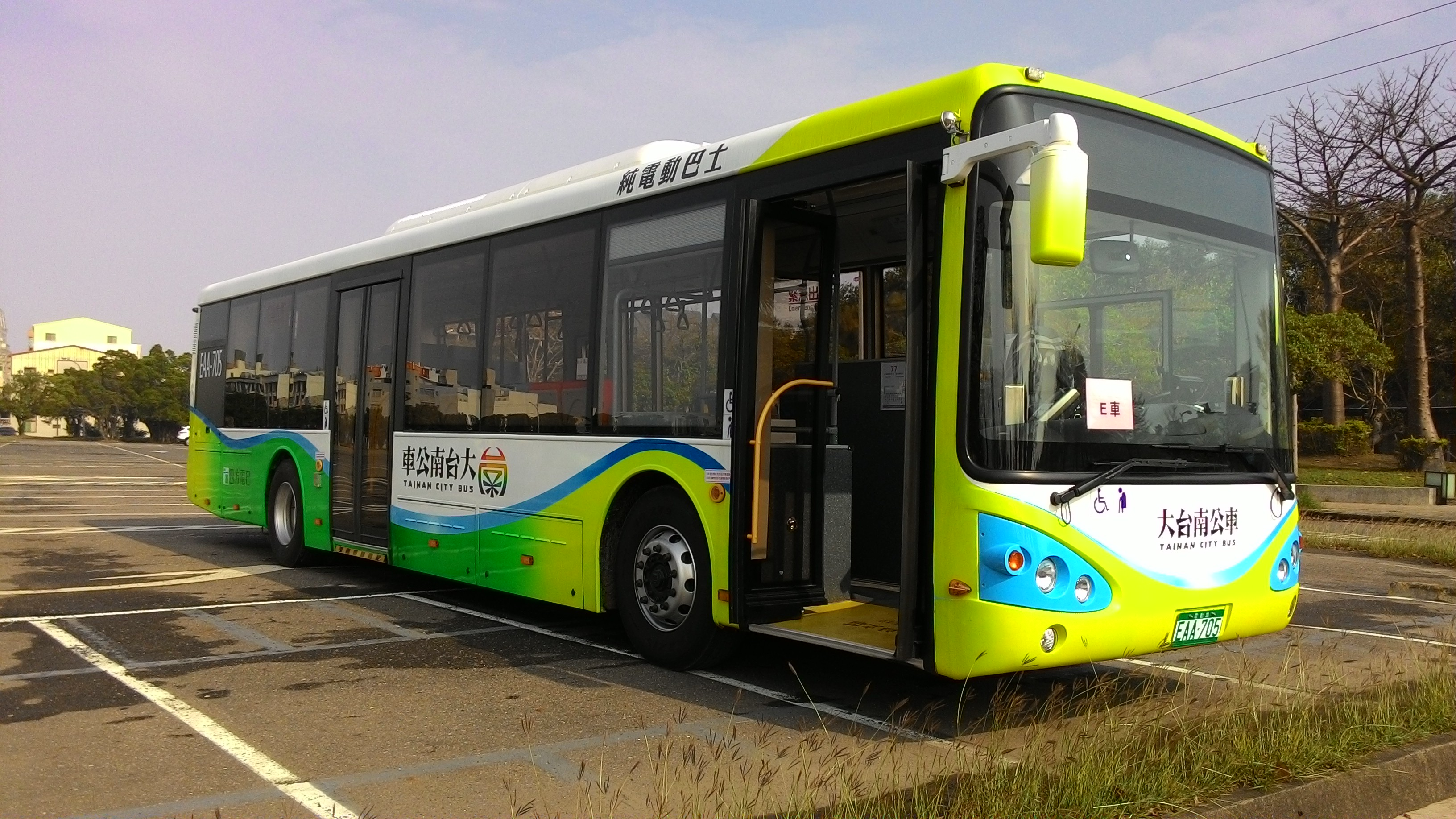
一輛台南的電動巴士

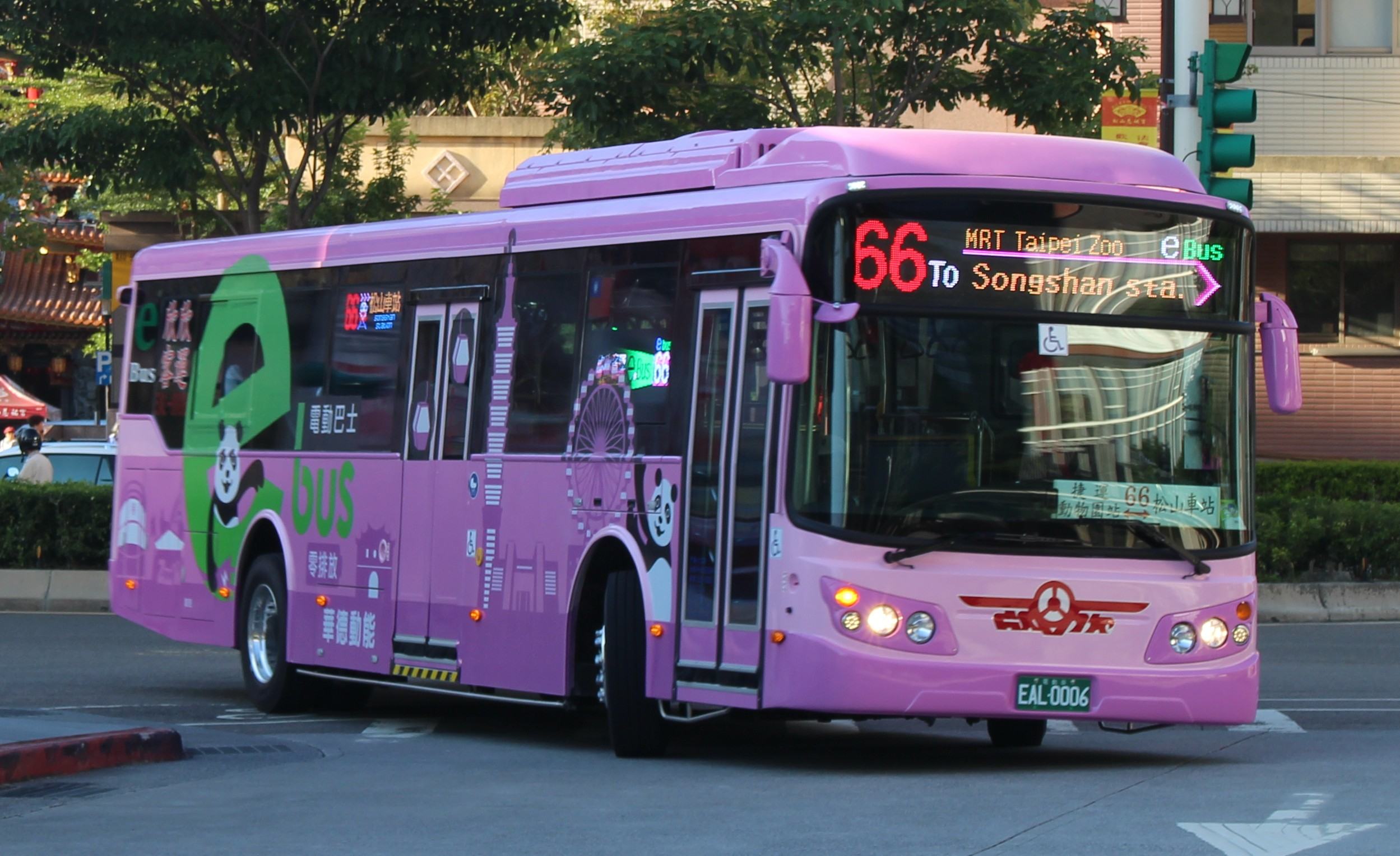

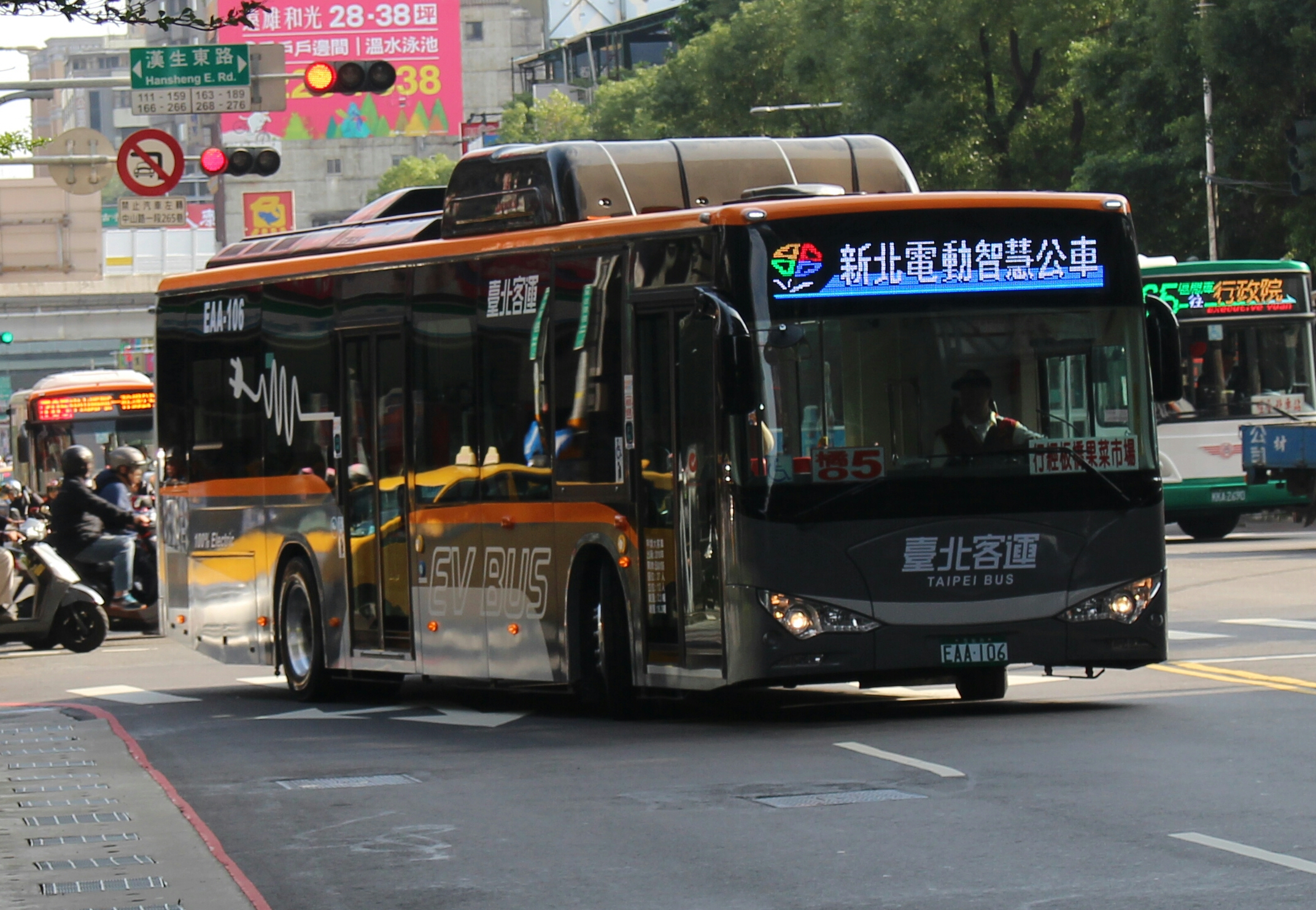
臺北的電動巴士

香港約有30部電動巴士行走不同路線。

#### 台灣
- 台北
- 新竹
- 桃園
- 台中
- 彰化
- 雲林
- 嘉義
- 台南
- 高雄
- 屏東
- 宜蘭
- 花蓮
- 台東

#### 日本

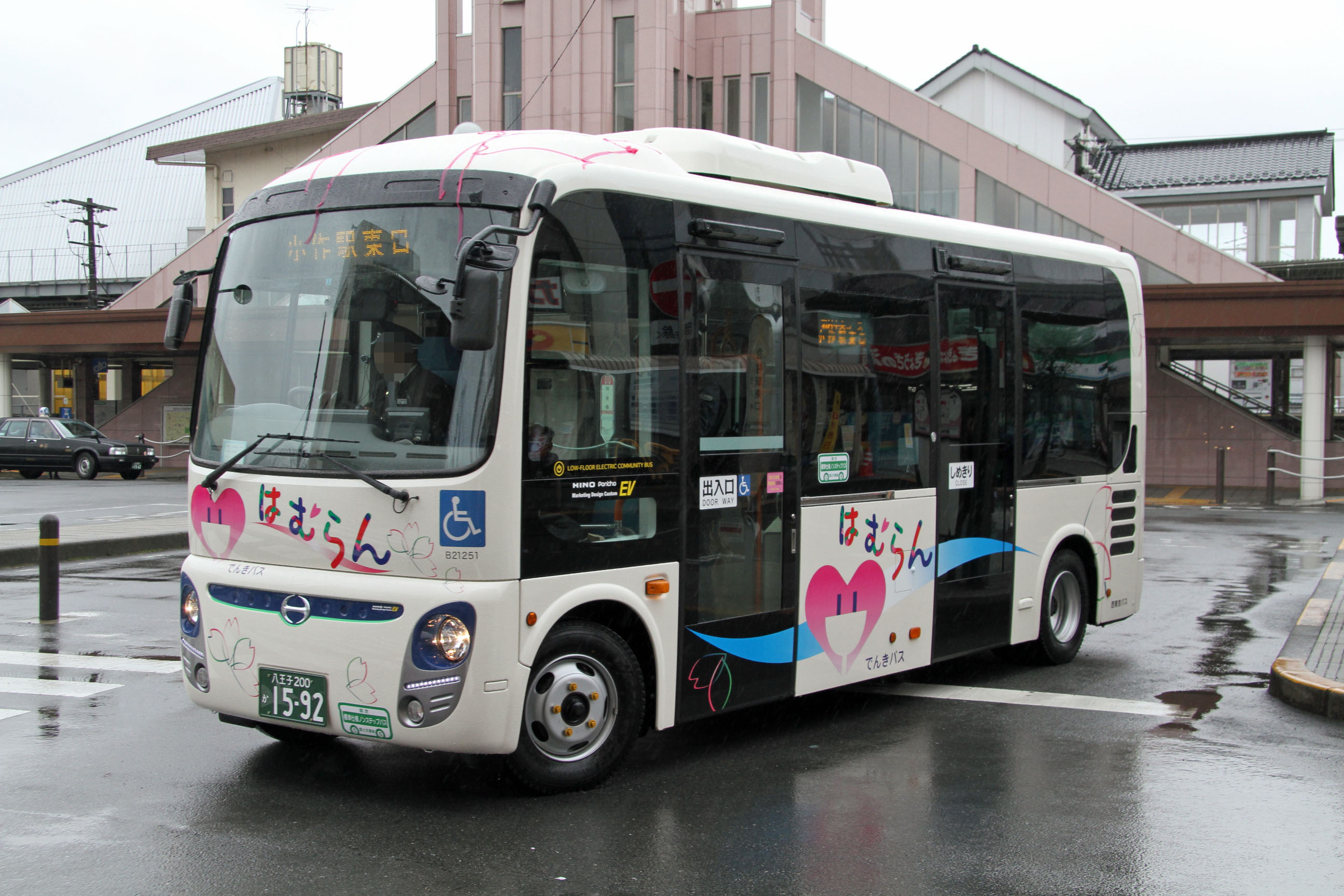
社区巴士 "Hamurun"

- 羽村市的社区巴士 "Hamurun"由西东京巴士自2012年3月10日起运营[29]
- 东京墨田区的社区巴士 "Sumida Hyakkei" 由京成巴士自2012年3月20日起运营[30]
- 北九州市[31]
- 岩手県[32]
- 立山黑部阿爾卑斯山脈路線[33]

#### 韩国

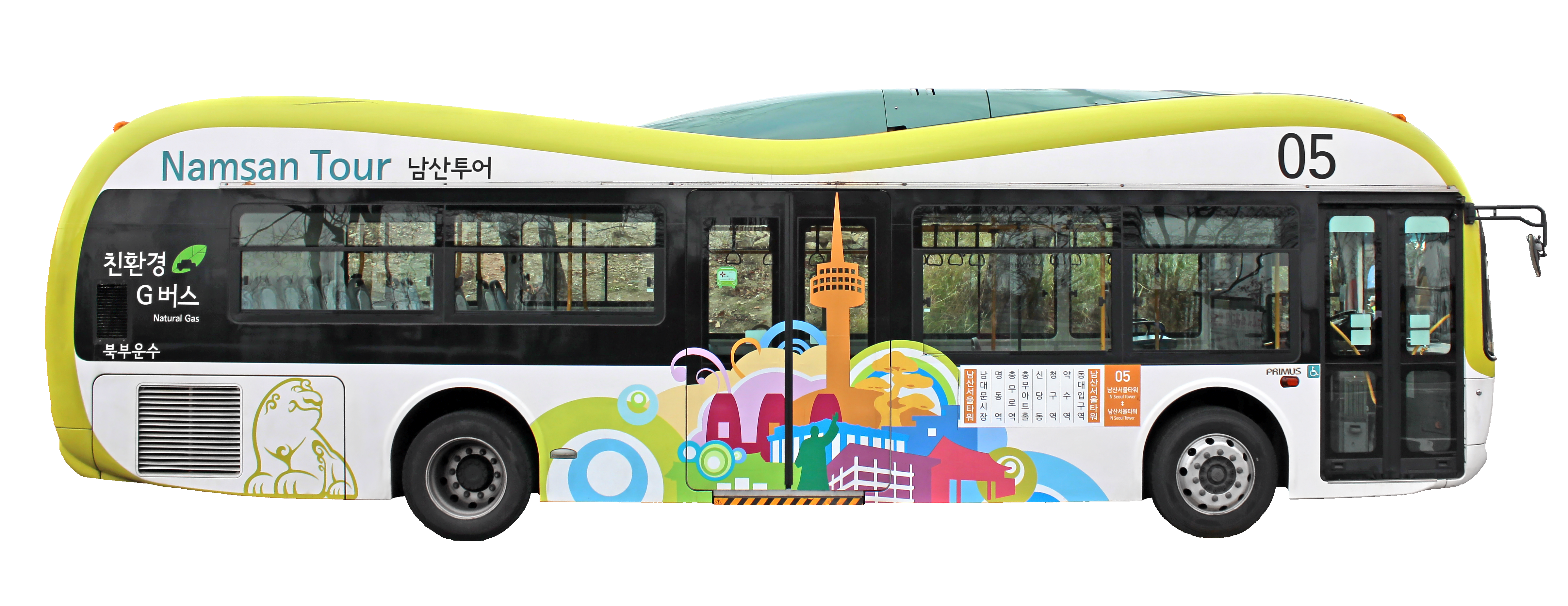
首尔南山的花生巴士

- 首尔有15辆环南山的花生巴士（因其外形得名），从市中心地铁站向N首尔塔运送乘客。[34]
- 江南区[35] [36]
- 龟尾市 的全球首个线上巴士，电力从轨道上无线传输给巴士，由韩国科学技术院开发[1][37]
- 浦项市 的自动电池切换巴士。与普通的充电巴士不同，该车电池在用尽前将会自动进行更换。[38]

### 欧洲

#### 白俄罗斯
- Е433 «Vitovt Max Electro» (明斯克)[39]

#### 芬兰
- 埃斯波 Cobus EL2500 (bus 11 Friisilä-塔皮奥拉中心)[40]

#### 法国
- 巴黎大众运输公司：341线是第一条100%电动小型巴士线。[41]

#### 英国

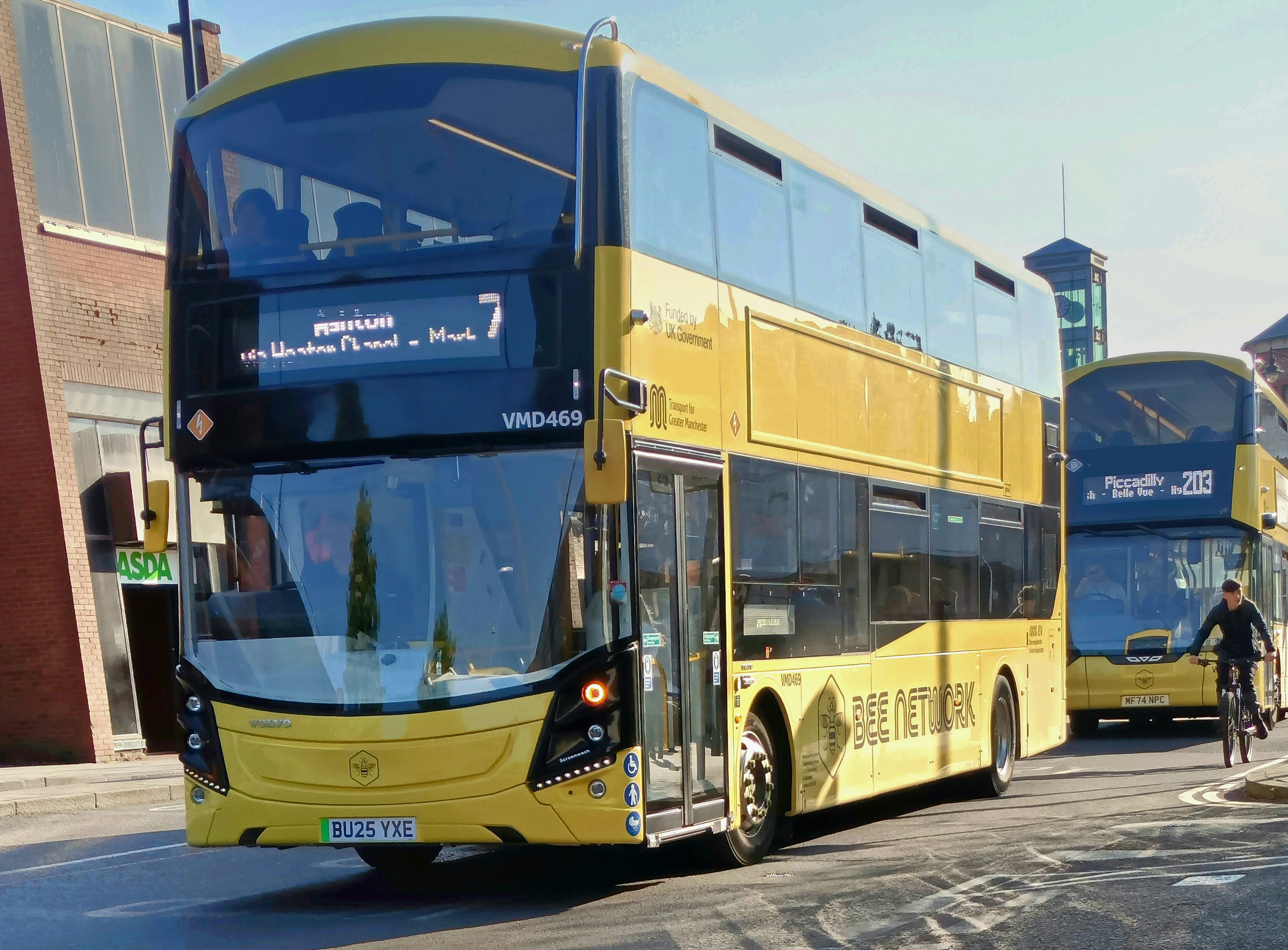
英国史托港的富豪BZL电动巴士。

- 伦敦507路和521路的由比亚迪和亚历山大丹尼士共同提供的51辆电动巴士。[42]
- 斯特拉斯克莱德航运合伙公司在格拉斯哥运营电池电动巴士，从乔治广场到交通博物馆。[43]

#### 意大利
- 都林运输公司

### 北美

#### 加拿大

##### 不列颠哥伦比亚
- 维多利亚 - CVS Tours拥有北美第一款纯电动双层巴士，生产商为GreenPower Motor Company。[44]

##### 安大略
- 温莎 (比亚迪)[45]
- 多伦多TTC (比亚迪)